# Johann Noë Gogel (Kaufmann, 1788)
Johann Noë Gogel (* 8. Oktober 1788 in Frankfurt am Main; † 6. Juni 1865 in Wildbad) war ein deutscher Kaufmann und Abgeordneter.

## Leben
Gogel lebte als Weinhändler und Bankier in Frankfurt am Main. Er war zunächst Teilhaber der Firma Johann Noë & Johann Peter Gogel und dann der Firma Gogel, Koch & Co. Von 1827 bis 1834 war er Mitglied der Frankfurter Handelskammer.
Zwischen 1824 und 1841 gehörte er der Ständigen Bürgerrepräsentation der Freien Stadt Frankfurt an. Von 1831 bis 1833 war er auch Mitglied im Gesetzgebenden Körper der Freien Stadt Frankfurt.
Er heiratete Marie Sophie Elisabeth von Loewenich (1791–1862). Aus der Ehe gingen sechs Kinder hervor.